# Football Club Meyrin 2017-2018
Questa voce raccoglie le informazioni riguardanti il Football Club Meyrin nelle competizioni ufficiali della stagione 2017-2018.

## Stagione
Nella stagione 2017-2018 il Meyrin, allenato da Jean-Philippe Lebeau, concluse il campionato di 1ª Lega al 2º posto. Nei Play-off il Meyrin fu eliminato al primo turno dal Münsingen.

## Rosa
| N. |                               | Ruolo | Calciatore           |
| -- | ----------------------------- | ----- | -------------------- |
| 1  | Serbia (bandiera)             | P     | Bojan Grujičić       |
| 3  | Rep. Centrafricana (bandiera) | D     | Eddy Saboro          |
| 4  | Francia (bandiera)            | D     | Fabien Tissot-Rosset |
| 5  | Svizzera (bandiera)           | C     | Johnny Dias          |
| 6  | Senegal (bandiera)            | C     | Ibrahim Diallo       |
| 7  | Svizzera (bandiera)           | D     | Steve Katana         |
| 8  | Portogallo (bandiera)         | C     | Daniel Seixas        |
| 9  | Rep. del Congo (bandiera)     | A     | Matt Moussilou       |
| 10 | Kosovo (bandiera)             | A     | Drilon Paçarizi      |
| 11 | Francia (bandiera)            | A     | Aboubacar Dia        |
| 13 | Nigeria (bandiera)            | D     | Seth Howard          |
| 14 | Mali (bandiera)               | D     | Boubacar Dembélé     |
| 15 | Kosovo (bandiera)             | C     | Ardian Rexhepi       |
| 16 | Svizzera (bandiera)           | D     | Jordan Buchs         |
| 18 | Svizzera (bandiera)           | C     | Matteo Rezzonico     |

| N. |                       | Ruolo | Calciatore        |
| -- | --------------------- | ----- | ----------------- |
| 19 | Svizzera (bandiera)   | A     | Cédric Tsimba     |
| 21 | Svizzera (bandiera)   | C     | David de Freitas  |
| 22 | Svizzera (bandiera)   | D     | Niels Ponsot      |
| 22 | Francia (bandiera)    | A     | Alexandre Valente |
| 23 | Portogallo (bandiera) | C     | Edgar dos Santos  |
| 24 | Francia (bandiera)    | A     | Robbie Kituka     |
| 25 | Svizzera (bandiera)   | C     | Joël Leyvraz      |
| 30 | Svizzera (bandiera)   | P     | Mathieu Aeby      |
| 30 | Svizzera (bandiera)   | P     | Alex Andrié       |
| 30 | Svizzera (bandiera)   | P     | Karim Dzajic      |
| 30 | Portogallo (bandiera) | P     | Fabio Monteiro    |
|    | Portogallo (bandiera) | D     | Dany Rodrigues    |
|    | Svizzera (bandiera)   | D     | Jon Demi          |
|    | Portogallo (bandiera) | A     | Natanael Martins  |

## Organigramma societario
Area tecnica
- Allenatore: Jean-Philippe Lebeau
- Allenatore in seconda:
- Preparatore dei portieri:
- Preparatori atletici:

## Calciomercato

### Sessione estiva
| Acquisti | Acquisti       | Acquisti             | Acquisti |
| R.       | Nome           | da                   | Modalità |
| -------- | -------------- | -------------------- | -------- |
| C        | Johnny Dias    | CS Interstar Ginevra |          |
| A        | Matt Moussilou | Yverdon              |          |
| D        | Timo Ribeiro   | Perly-Certoux        |          |

| Cessioni | Cessioni      | Cessioni     | Cessioni |
| R.       | Nome          | a            | Modalità |
| -------- | ------------- | ------------ | -------- |
| D        | Timo Ribeiro  | Servette U21 |          |
| D        | Luis Candeias | Collex-Bossy |          |
| A        | Ange N'Silu   | Lancy        |          |

### Sessione invernale
| Acquisti | Acquisti          | Acquisti       | Acquisti |
| R.       | Nome              | da             | Modalità |
| -------- | ----------------- | -------------- | -------- |
| A        | Alexandre Valente | Stade Nyonnais |          |

| Cessioni | Cessioni              | Cessioni     | Cessioni |
| R.       | Nome                  | a            | Modalità |
| -------- | --------------------- | ------------ | -------- |
| A        | Abdessamad El Fennani | Collex-Bossy |          |

## Risultati

### 1ª Lega

#### Girone di andata
| Arbitro: | Bontempelli |

|                      |           |            |
| Moussilou 79’ (rig.) | Marcatori | 21’ Ndiaye |

| Arbitro: | Bannwart |

|                           |           |                   |
| Regakos 37’ Lukembila 72’ | Marcatori | 4’, 54’ Moussilou |

| Arbitro: | Schelb |

|                                              |           |  |
| Diallo 26’ Paçarizi 29’ (rig.) Moussilou 70’ | Marcatori |  |

| Arbitro: | Borra |

|           |           |                          |
| Toure 49’ | Marcatori | 4’ Martins 21’ Moussilou |

| Arbitro: | Dégallier |

|                           |           |  |
| Moussilou 67’ (rig.), 79’ | Marcatori |  |

| Arbitro: | Rothenfluh |

|                          |           |                                          |
| Brahimi 37’ Monteiro 88’ | Marcatori | 5’ Martins 11’ Moussilou 63’, 90’ Tsimba |

| Meyrin 16 settembre 2017, ore 18:00 CEST 7ª giornata                     | Meyrin    | 1 – 2 referto            | Friburgo | Stade des Arbères (325 spett.) |
| \| \| \| \| \| Moussilou 21’ \| Marcatori \| 51’ Quintero 79’ Efendić \| |           |                          |          |                                |
|                                                                          |           |                          |          |                                |
| Moussilou 21’                                                            | Marcatori | 51’ Quintero 79’ Efendić |          |                                |

| Arbitro: | von Mandach |

|                            |           |                 |
| Bersier 13’, 26’ Roder 64’ | Marcatori | 83’, 88’ Kituka |

| Arbitro: | Rosset |

|                           |           |                                             |
| Moussilou 30’, 59’ (rig.) | Marcatori | 10’ Qarri 37’ Santos 59’ Correia 76’ N'Silu |

| Arbitro: | Piccolo |

|              |           |  |
| Hrdlička 24’ | Marcatori |  |

| Arbitro: | Schelb |

|                              |           |            |
| Paçarizi 18’, 50’ Kituka 90’ | Marcatori | 33’ Natoli |

| Arbitro: | Tonini |

|  |           |             |
|  | Marcatori | 78’ Avdukic |

| Arbitro: | Dedukic |

|               |           |                      |
| Protopapa 59’ | Marcatori | 36’ (rig.) Moussilou |

#### Girone di ritorno
| Arbitro: | Odiet |

|                                      |           |                                     |
| Dindamba 23’ Diarra 44’ Buntschu 46’ | Marcatori | 27’, 89’ Dia 54’ Martins 87’ Diallo |

| Meyrin 29 marzo 2018, ore 20:00 CEST 15ª giornata                     | Meyrin    | 3 – 0 referto | Team Vaud Lausanne U21 | Stade des Arbères |
| \| \| \| \| \| Tsimba 10’ Moussilou 17’ Katana 55’ \| Marcatori \| \| |           |               |                        |                   |
|                                                                       |           |               |                        |                   |
| Tsimba 10’ Moussilou 17’ Katana 55’                                   | Marcatori |               |                        |                   |

| Arbitro: | Grundbacher |

|                                                |           |                                           |
| Robin 7’ Amdouni 55’ Besnard 59’ Fernandez 62’ | Marcatori | 24’ (rig.) Moussilou 60’ Valente 75’ Dias |

| Arbitro: | Hajdarevic |

|                                 |           |                         |
| Paçarizi 17’ Moussilou 49’, 52’ | Marcatori | 63’ Teixeira 73’ Ballet |

| Arbitro: | Carrard |

|                             |           |                          |
| Constantin 17’ Mehmetaj 23’ | Marcatori | 33’ Martins 49’ Paçarizi |

| Arbitro: | Roth |

|                         |           |  |
| Paçarizi 22’ Katana 24’ | Marcatori |  |

| Arbitro: | Odiet |

|  |           |                      |
|  | Marcatori | 72’ (rig.) Moussilou |

| Arbitro: | Rothenfluh |

|                                 |           |                                  |
| Moussilou 69’ Paçarizi 89’, 90’ | Marcatori | 18’ (rig.) Samandjeu 59’ Bersier |

| Arbitro: | Superczynski |

|            |           |                                |
| Santos 50’ | Marcatori | 78’ Tissot-Rosset 81’ Paçarizi |

| Arbitro: | von Mandach |

|                          |           |            |
| Paçarizi 42’ Valente 74’ | Marcatori | 73’ Spahiu |

| Arbitro: | Tasdemir |

|               |           |                                                |
| Becirovic 32’ | Marcatori | 3’ Dia 36’ Tissot-Rosset 40’ Tsimba 73’ Howard |

| Arbitro: | Thies |

|              |           |                      |
| Trachsel 68’ | Marcatori | 14’ (rig.) Moussilou |

| Arbitro: | Dedukic |

|                                      |           |  |
| Moussilou 38’ Rezzonico 49’ Dias 69’ | Marcatori |  |

### Play-off promozione
| Meyrin 30 maggio 2018, ore 20:00 CEST Primo turno                       | Meyrin    | 2 – 1 referto | Münsingen | Stade des Arbères |
| \| \| \| \| \| Moussilou 11’ Paçarizi 40’ \| Marcatori \| 89’ Murina \| |           |               |           |                   |
|                                                                         |           |               |           |                   |
| Moussilou 11’ Paçarizi 40’                                              | Marcatori | 89’ Murina    |           |                   |

| Münsingen 2 giugno 2018, ore 18:00 CEST Primo turno                         | Münsingen | 3 – 1 referto | Meyrin | Sportanlage Sandreutenen |
| \| \| \| \| \| Christen 40’, 73’ Gasser 57’ \| Marcatori \| 20’ Paçarizi \| |           |               |        |                          |
|                                                                             |           |               |        |                          |
| Christen 40’, 73’ Gasser 57’                                                | Marcatori | 20’ Paçarizi  |        |                          |

## Statistiche

### Statistiche di squadra
| Competizione        | Punti | In casa | In casa | In casa | In casa | In casa | In casa | In trasferta | In trasferta | In trasferta | In trasferta | In trasferta | In trasferta | Totale | Totale | Totale | Totale | Totale | Totale | DR  |
| Competizione        | Punti | G       | V       | N       | P       | Gf      | Gs      | G            | V            | N            | P            | Gf           | Gs           | G      | V      | N      | P      | Gf     | Gs     | DR  |
| ------------------- | ----- | ------- | ------- | ------- | ------- | ------- | ------- | ------------ | ------------ | ------------ | ------------ | ------------ | ------------ | ------ | ------ | ------ | ------ | ------ | ------ | --- |
| 1ª Lega             | 50    | 13      | 9       | 1       | 3       | 28      | 14      | 13           | 6            | 4            | 3            | 28           | 22           | 26     | 15     | 5      | 6      | 56     | 36     | +20 |
| Play-off promozione | -     | 1       | 1       | 0       | 0       | 2       | 1       | 1            | 0            | 0            | 1            | 1            | 3            | 2      | 1      | 0      | 1      | 3      | 4      | -1  |
| Totale              | 50    | 14      | 10      | 1       | 3       | 30      | 15      | 14           | 6            | 4            | 4            | 29           | 25           | 28     | 16     | 5      | 7      | 59     | 40     | +19 |

### Andamento in campionato
| Giornata  | 1 | 2  | 3 | 4 | 5 | 6 | 7 | 8 | 9 | 10 | 11 | 12 | 13 | 14 | 15 | 16 | 17 | 18 | 19 | 20 | 21 | 22 | 23 | 24 | 25 | 26 |
| --------- | - | -- | - | - | - | - | - | - | - | -- | -- | -- | -- | -- | -- | -- | -- | -- | -- | -- | -- | -- | -- | -- | -- | -- |
| Luogo     | C | T  | C | T | C | T | C | T | C | T  | C  | C  | T  | T  | C  | T  | C  | T  | C  | T  | C  | T  | C  | T  | T  | C  |
| Risultato | N | N  | V | V | V | V | P | P | P | P  | V  | P  | N  | V  | V  | P  | V  | N  | V  | V  | V  | V  | V  | V  | N  | V  |
| Posizione | 6 | 10 | 5 | 4 | 3 | 2 | 3 | 3 | 8 | 7  | 6  | 8  | 8  | 6  | 4  | 7  | 2  | 4  | 3  | 3  | 3  | 2  | 2  | 2  | 2  | 2  |

Legenda:

Luogo: C = Casa; T = Trasferta. Risultato: V = Vittoria; N = Pareggio; P = Sconfitta.

### Statistiche dei giocatori
| Giocatore        | 1ª Lega  | 1ª Lega | 1ª Lega     | 1ª Lega    | Play-off promozione | Play-off promozione | Play-off promozione | Play-off promozione | Totale   | Totale | Totale      | Totale     |
| Giocatore        | Presenze | Reti    | Ammonizioni | Espulsioni | Presenze            | Reti                | Ammonizioni         | Espulsioni          | Presenze | Reti   | Ammonizioni | Espulsioni |
| ---------------- | -------- | ------- | ----------- | ---------- | ------------------- | ------------------- | ------------------- | ------------------- | -------- | ------ | ----------- | ---------- |
| M. Aeby          | 0        | 0       | 0           | 0          | 0                   | 0                   | 0                   | 0                   | 0        | 0      | 0           | 0          |
| A. Andrié        | 0        | 0       | 0           | 0          | 0                   | 0                   | 0                   | 0                   | 0        | 0      | 0           | 0          |
| J. Buchs         | 20       | 0       | 6           | 1          | 2                   | 0                   | 0                   | 0                   | 22       | 0      | 6           | 1          |
| M. Cardoso       | 3        | 0       | 1           | 0          | 0                   | 0                   | 0                   | 0                   | 3        | 0      | 1           | 0          |
| B. Dembélé       | 15       | 0       | 1           | 0          | 2                   | 0                   | 0                   | 0                   | 17       | 0      | 1           | 0          |
| J. Demi          | 0        | 0       | 0           | 0          | 0                   | 0                   | 0                   | 0                   | 0        | 0      | 0           | 0          |
| A. Dia           | 24       | 3       | 4           | 0          | 2                   | 0                   | 0                   | 0                   | 26       | 3      | 4           | 0          |
| I. Diallo        | 22       | 2       | 6           | 0          | 1                   | 0                   | 0                   | 0                   | 23       | 2      | 6           | 0          |
| J. Dias          | 20       | 2       | 5           | 1          | 2                   | 0                   | 0                   | 0                   | 22       | 2      | 5           | 1          |
| K. Dzajic        | 0        | 0       | 0           | 0          | 0                   | 0                   | 0                   | 0                   | 0        | 0      | 0           | 0          |
| A. Fennani       | 1        | 0       | 0           | 0          | 0                   | 0                   | 0                   | 0                   | 1        | 0      | 0           | 0          |
| B. Grujičić      | 16       | 0       | 1           | 0          | 0                   | 0                   | 0                   | 0                   | 16       | 0      | 1           | 0          |
| S. Howard        | 21       | 1       | 6           | 1          | 2                   | 0                   | 2                   | 0                   | 23       | 1      | 8           | 1          |
| S. Katana        | 12       | 2       | 2           | 0          | 0                   | 0                   | 0                   | 0                   | 12       | 2      | 2           | 0          |
| R. Kituka        | 11       | 3       | 1           | 0          | 0                   | 0                   | 0                   | 0                   | 11       | 3      | 1           | 0          |
| J. Leyvraz       | 0        | 0       | 0           | 0          | 0                   | 0                   | 0                   | 0                   | 0        | 0      | 0           | 0          |
| N. Martins       | 24       | 4       | 3           | 0          | 2                   | 0                   | 0                   | 1                   | 26       | 4      | 3           | 1          |
| F. Monteiro      | 10       | 0       | 0           | 0          | 2                   | 0                   | 0                   | 0                   | 12       | 0      | 0           | 0          |
| M. Moussilou     | 26       | 20      | 3           | 0          | 2                   | 1                   | 0                   | 0                   | 28       | 21     | 3           | 0          |
| D. Paçarizi      | 23       | 10      | 5           | 0          | 2                   | 2                   | 2                   | 0                   | 25       | 12     | 7           | 0          |
| N. Ponsot        | 1        | 0       | 0           | 0          | 0                   | 0                   | 0                   | 0                   | 1        | 0      | 0           | 0          |
| A. Rexhepi       | 5        | 0       | 1           | 0          | 0                   | 0                   | 0                   | 0                   | 5        | 0      | 1           | 0          |
| M. Rezzonico     | 20       | 1       | 3           | 0          | 2                   | 0                   | 0                   | 0                   | 22       | 1      | 3           | 0          |
| T. Ribeiro       | 0        | 0       | 0           | 0          | 0                   | 0                   | 0                   | 0                   | 0        | 0      | 0           | 0          |
| D. Rodrigues     | 0        | 0       | 0           | 0          | 0                   | 0                   | 0                   | 0                   | 0        | 0      | 0           | 0          |
| E. Saboro        | 0        | 0       | 0           | 0          | 0                   | 0                   | 0                   | 0                   | 0        | 0      | 0           | 0          |
| E. Santos        | 0        | 0       | 0           | 0          | 0                   | 0                   | 0                   | 0                   | 0        | 0      | 0           | 0          |
| D. Seixas        | 11       | 0       | 1           | 0          | 0                   | 0                   | 0                   | 0                   | 11       | 0      | 1           | 0          |
| F. Tissot-Rosset | 22       | 2       | 5           | 3          | 2                   | 0                   | 0                   | 0                   | 24       | 2      | 5           | 3          |
| C. Tsimba        | 25       | 4       | 2           | 1          | 1                   | 0                   | 0                   | 0                   | 26       | 4      | 2           | 1          |
| A. Valente       | 7        | 2       | 0           | 0          | 2                   | 0                   | 0                   | 0                   | 9        | 2      | 0           | 0          |
| D. de Freitas    | 21       | 0       | 4           | 0          | 2                   | 0                   | 0                   | 0                   | 23       | 0      | 4           | 0          |